# Katapu
Der Katapu, auch Kalapu, ist ein Helm aus Indonesien.

## Beschreibung
Der Katapu  besteht aus natürlich aufzufindenden Materialien. Es gibt verschiedene Versionen die in ganz Indonesien verbreitet sind. Der Katapu wird nur im Krieg getragen. Er ist aus dicken Rattansträngen geflochten, die der Länge nach in der Mitte gespalten werden.
Er hat einen stabil gearbeiteten Innenhelm, der einen sehr guten Schutz gegen Schwerthiebe bietet.
Der Helm ist oft durch andere Materialien verstärkt. Hierzu verwendet man unter anderem Metallplatten, große Fischschuppen, Schuppen des Gürteltieres, Bärenhaut, Affenhaut oder die Häute anderer Tiere. Ebenso werden zur Dekoration verschiedene Materialien benutzt wie: Flechtwerk, Geflügelfedern, Klauen, Schnäbel, Schädel von Nashornvögeln, menschliches Haar, Haar von anderen Lebewesen, Muscheln, Zähne von Bären und Panthern et cetera.
Die Dekorationen der Helme werden oft in der Form eines Monsterkopfes gestaltet.
Der Rand des Helmes kann mit Metallstreifen eingefasst, oder mit rotem Flanell umwickelt sein. Ebenso werden die Schalen der Nassa-Muschel verwendet. Dekorationen mit den Federn des Nashornvogels sind für Krieger bestimmt die schon im Krieg gekämpft haben und dienen als Standeszeichen. Die Federn können hierbei die Anzahl der getöteten Feinde darstellen.
Die Katapu-Helme dienen nicht nur dem Schutz vor Verwundungen, sondern auch dem martialischen Auftreten auf dem Schlachtfeld. Der Katapu wird von Ethnien in Indonesien benutzt.

## Galerie

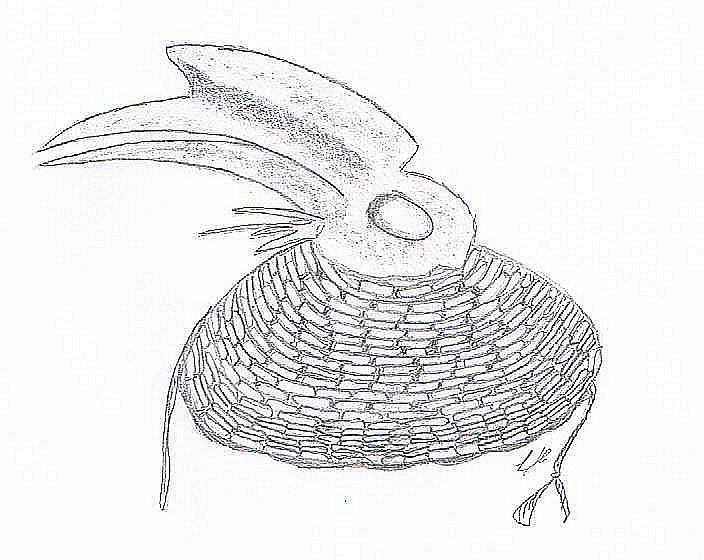
Katapu aus Rattan besetzt mit einem Nashornvogelschädel
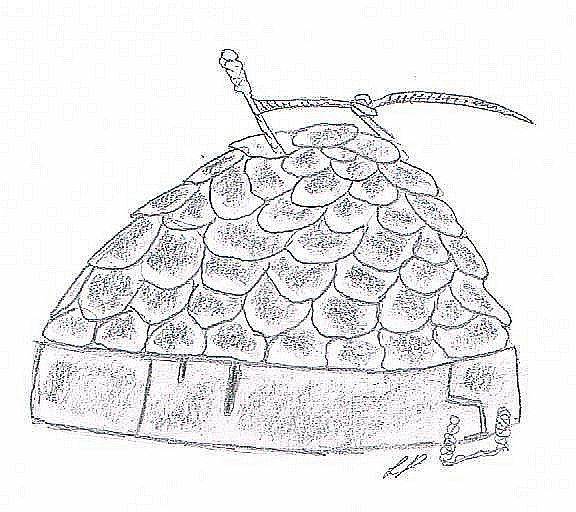
Katapu aus Rattan, besetzt mit Fischschuppen
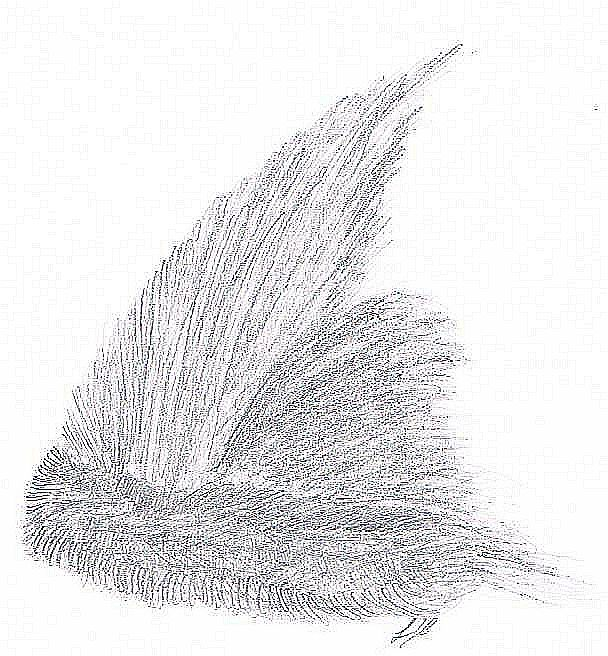
Katapu aus Rattan, verkleidet mit Tierfell
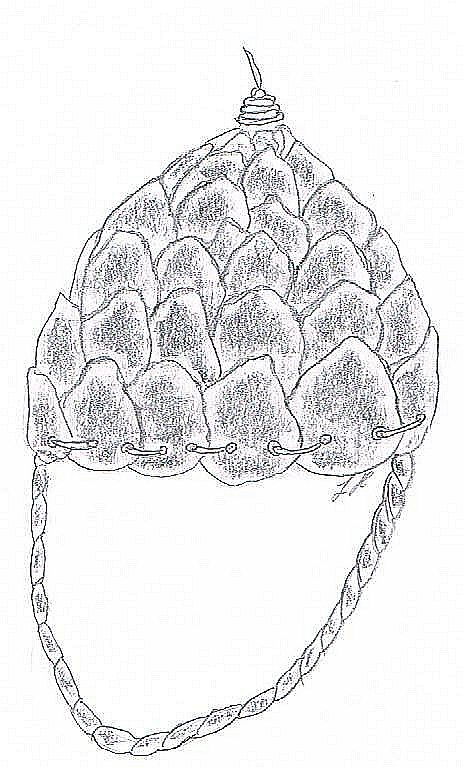
Katapu aus Rattan, besetzt mit Gürteltierschuppen
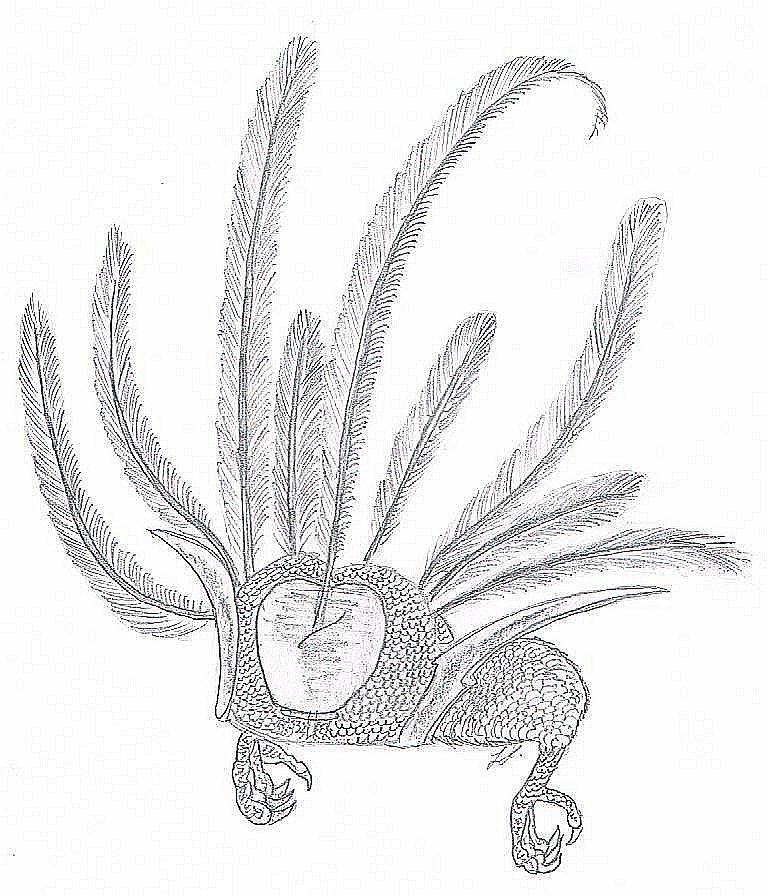
Katapu aus Rattan, besetzt mit Federn und Vogelkrallen